# 歧樂嘉
歧樂嘉，CMG（英語：Arthur Grenfell Clarke，1906年8月17日—1993年8月15日），又作祈樂嘉、岐樂嘉，英國殖民地官員，1952年至1961年在任香港財政司。歧樂嘉在1930年加入香港政府，曾經於華民政務司署、理民府工作，亦嘗任戰時稅務專員和首席助理輔政司兼立法局秘書等職位，但他於日治時期遭日軍拘禁。戰後，歧樂嘉回到香港政府，出任副財政司以及工商業管理處處長。
財政司任內，歧樂嘉積極落實自由放任的經濟政策，亦主張設立財政儲備指標。此外，面對香港社會急速發展，歧樂嘉多次主張設立以按總入息原則的入息稅，又加徵產業稅和修訂遺產稅法案。對於工商業發展，歧樂嘉修訂《商業登記條例》，以便政府追蹤企業交稅情況，並賦予工商業管理處更大權力。不過，對於香港出口貨被指價格太低廉，歧樂嘉認為應收窄香港與其他國家貨品的價格差距，不主張以補貼等方式降低生產成本。此外，他對工商界的發展大致採取自由放任的方針。

## 早年生涯
歧樂嘉於1906年8月17日出生於爱尔兰阿斯隆，是哈利·奇勒（Harry Clarke）和蘇珊·奇勒（Susan Clarke）的兒子。歧樂嘉早年就讀位處都柏林的孟莊學校（Mountjoy School），後負笈都柏林三一學院修讀科學，於1927年畢業。大學畢業後，歧樂嘉於1929年在遠東殖民地官學生考試中脫穎而出，並被香港政府委任為官學生。與他同期的遠東殖民地官學生還有後來出任香港總督的柏立基（後為爵士）。

## 殖民地生涯
歧樂嘉初來香港便被派往華民政務司署出任助理職位，但於1936年被調往出入口管理處出任助理監督一職，同年轉任副立法局秘書。翌年，歧樂嘉再度出任出入口管理處出任助理監督，至1938年出任南約理民官兼小錢債法庭法官為止。歧樂嘉於1939年再度分別出任助理華民政務司和副立法局秘書。隨著戰事臨近，歧樂嘉於1940年擔任戰時稅務專員（Commissioner of War Taxation），之後更擢升為首席助理輔政司（Principal Assistant Colonial Secretary）兼立法局秘書。不久香港淪陷，歧樂嘉與其他香港政府官員被日治政府拘禁於赤柱拘留營內。
香港重光後，歧樂嘉擔任副財政司一職，亦兼任工商業管理處（香港海關前身）處長。任內，歧樂嘉主要處理香港對外貿易問題，並曾經向印度請求香港放寬棉紗出口問題與印度談判。此外，因應美國向中國實施禁運，影響香港貿易，歧樂嘉返回英國與英國政府商討如何應對禁運對香港的影響，並尋求美國以外地方的貨源供應。他亦對香港出現物價飛漲的問題表示關注，但他表示香港政府未有向西方國家的貨品實施制裁，藥品供應也不會因此受影響。此外，歧樂嘉赴英前，曾安慰廠商不要為目前困難感到擔憂，又表示歐洲、日本等地區仍有向香港出口工業原料，香港工業原料不致缺乏。除了與英國政府商討對策，歧樂嘉亦受英國駐美國大使邀請，以特別顧問的身份前往華盛頓，為英國政府提供香港貿易的資料，並協助在美英國官員起初一份關於香港貿易情況的文件，以及參與英美雙方官員的會談，釐清雙方對於香港貿易上的誤解。

### 香港財政司
1952年，歧樂嘉接替霍勞士任財政司，展開9年的財政司生涯。他主張自由放任的經濟政策，對工業則不加以干涉。歧樂嘉的經濟哲學後來為郭伯偉承繼，之後夏鼎基爵士更從中發展出「積極不干預主義」，對香港經濟發展影響深遠。

#### 財政儲備
面對亞洲地區出現經濟不景、市場貧弱的情況，歧樂嘉仍表示不加稅，政府舉債亦寥寥可數，以穩定工商業士氣。對於庫房儲備，歧樂嘉主張設立財政儲備指標，提出「財政儲備應不少於一年預算稅收」。1961年，歧樂嘉發表任內最後一份預算案時，更預言自己的繼任人將來會與他一樣，經常為尋找收入來源而煩惱，並低估政府的收入。

#### 稅務政策
歧樂嘉任內多次認為稅務條例下所訂立的稅制並不完善，無法應對香港社會的需求，故此他提出以按總入息原則的入息稅代替固有的入息分類稅制（schedular tax system）:128。1952年，港督葛量洪爵士成立稅務條例檢討委員會，由歧樂嘉擔任主席:128。時任香港總商會主席嘉薛地不主張代替固有的入息分類稅制，但贊成改善入息分類稅制之漏洞:132。雖然歧樂嘉傾向以按總入息原則徵稅代替固有的入息分類稅制，但他對嘉薛地的意見表示贊成:132。儘管歧樂嘉認為現有稅制會帶來不公平的情況，而且委員會亦認為稅務條例有諸多缺陷，但委員會最後沒有推動按總入息原則徵稅，但建議修改入息分類稅制:133。1961年，歧樂嘉重提修訂入息稅一事，因為他發現許多納稅人借《税務法例》漏洞逃稅，而且稅務局長亦向他反映該法例已經過時，並主張修訂《税務法例》。但是，歧樂嘉亦認為若只是修訂《税務法例》，是治標不治本的做法。所以他提出制定入息稅，根據個人入息而課稅，以致令稅制更公平。
此外，歧樂嘉又於1954年按標準稅率12.5%加徵產業稅，又廢除公司須另繳利得稅，但非公司組織則不須繳付利得稅規定。他認為現時以按一半標準稅率徵收產業稅的做法會令業主紛紛宣稱自己的物業沒有作牟利用途，以令自己繳付較少稅項，加上不受業主與住客法例管制的樓宇越來越多，政府稅收將大幅減少。為矯正此漏洞，歧樂嘉遂加徵產業稅，以增加稅收；他又認為新措施對於一般自住業主有困難，但他重申會有彌補措施。
歧樂嘉注意到逃避遺產稅的問題變得嚴重，並令香港政府的稅收大幅減少，故認為有必要修訂法例來杜絕此問題。1958年，歧樂嘉提出《1958年遺產稅（修正）法案》，法案旨在防範逃避遺產稅的行為，並豁免向遺產總數25000港幣以下人士納稅。他又指出自己傾向保留海外遺產不徵收遺產稅的做法，並按照英國的做法，將遺產轉贈年限縮短至三年，換言之若一個人在逝世前三年內將財產轉贈他人，則其財產仍視作遺產的一部分，需要納遺產稅。

#### 工商業發展
雖然政府干預香港的食米市場的政策自戰前已有制定，但政府自戰後仍有干預香港的食米市場。隨著私人米商與政府於食米質素和價格上競爭愈益激烈，歧樂嘉於1952年表示擬修訂《商業登記條例》，規定公司須向工商處登記其業務和其股東，以便政府追蹤企業交稅情況。1954年，歧樂嘉就著《商業登記條例》的修訂與工商處處長商談，最後決議修訂《商業登記條例》，賦予工商處更大權力。
隨著香港工業迅速發展，歧樂嘉於1957年舉辦的世界貿易協會會議中宣稱香港已達到不用靠中國也可以自立的程度。他指出大量難民的湧入為香港帶來資金和人才，令香港工業，尤其是紡織業發展迅速。他亦指香港已成美國棉花最大出口地區，香港紡織品亦在全球市場上有競爭力。
歧樂嘉曾於1958年的立法局會議表示，政府的一貫做法是撥地予企業設廠，並以簽發出入口證等方式協助企業。雖然政府已發展觀塘為工業區，但搬入工業區的大多都是較具規模的企業，而較少新興公司，變相只能幫助企業獲得巨額收入，而不能幫助新興的企業發展。歧樂嘉又指出香港的出口貨太便宜，令許多國家限制入口香港貨。他認為應收窄香港與其他國家貨品的價格差距，令香港的出口貨能夠被推廣之餘，也不失其競爭力。他不贊同祈德尊補貼香港本地企業的做法，認為此舉會會令貨品價格更低，從而惡化問題，並且會受到其他國家的指控。
1960年代，工商界人士及立法局議員為維護工商界利益而向港府提出不同的要求，要求政府介入經濟發展，港府亦一度考慮介入調控香港出口增長。但是這會改變一貫的「自由放任」方針，所以歧樂嘉只在預算案中作簡單的討論，大致上仍維持自由放任政策。工商界認為不宜貿然改變「自由放任」方針，但應該調整政策方向，建議港府可向銀行界、工業界和商會諮詢意見，以促進香港工業多元化以及扶助新興工業發展。但歧樂嘉認為不需要向工商界諮詢，因為他不願意與工商界共同決策，他亦不主張積極介入工業發展。

#### 社會福利
歧樂嘉接任財政司之時，正值香港人口急速增長，處理民生問題因而成為香港政府的一大任務。1953年，歧樂嘉提及香港醫療系統發展快速，尚有許多建設中的工程，醫療開支因而大幅增加。故此他提出全民保健計劃，並主張使用納稅來提供更多醫療服務予貧窮市民。值得注意的是，歧樂嘉於1957年回應立法局議員周錫年時，他又以英國作為例子，指出即使英國實施保健制度，所有納稅人無論有否使用服務，均須繳納費用。他又指，雖然政府承擔購置醫療設備的責任，但隨著醫療系統的發展，醫療開支必然會大幅提升，有必要考慮改由納稅人承擔醫療開支。房屋方面，歧樂嘉以「不賺錢、不虧蝕」的原則撥款興建房屋，他於1957年財政預算案中透露政府已預留4000萬作興建房屋之用。

## 晚年生涯

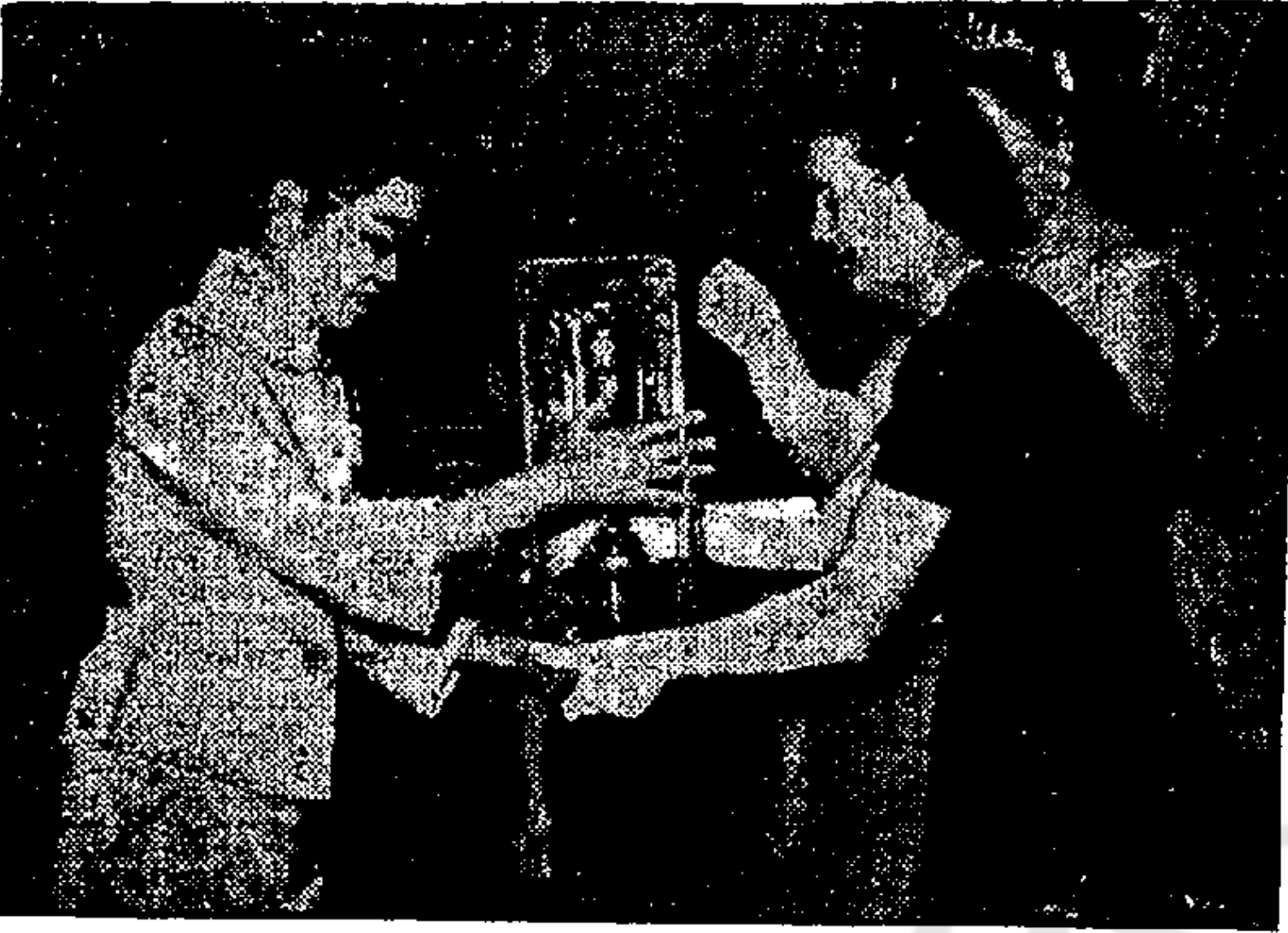
歧樂嘉夫人（圖右）致送獎盃

1961年，歧樂嘉卸任財政司一職，展開退休生涯。港督柏立基爵士於歧樂嘉最後一次出席立法局會議時向他表達敬意，並因歧樂嘉的幽默而稱他為「立法局的希治閣」。臨行前，中華總商會、保良局均有為歧樂嘉餞別。歧樂嘉離港當日，更受大批政府高官和社會賢達歡送。他退休後先旅居澳洲與新西蘭，再返回英國居住。歧樂嘉之後遷居至都柏林福克斯羅克（Foxrock），並於1993年8月15日在當地逝世，享壽86歲。

## 個人生活
歧樂嘉於1934年迎娶羅達·麥克萊恩·阿諾特（Rhoda McLean Arnott）為妻。羅達於1980年去世。同年，歧樂嘉另娶維奧萊特·露易絲·萊利（Violet Louise Riley）為妻。這段婚姻持續到1993年歧樂嘉逝世為止。歧樂嘉也是梁昌之妻梁文燕的教父。

## 榮譽
- 聖米迦勒及聖喬治同袍勳章（C.M.G.）（1953年[46]）